# Resolution 2043 des UN-Sicherheitsrates
Die Resolution 2043 des UN-Sicherheitsrates ist eine Resolution, die der Sicherheitsrat der Vereinten Nationen am 21. April 2012 einstimmig beschloss. Sie beschäftigt sich mit dem Bürgerkrieg in Syrien.
Die Resolution beruht auf der von der syrischen Regierung am 25. März 2012 zugesagten Umsetzung des Sechs-Punkte-Vorschlags von Kofi Annan, der als gemeinsamer Sondergesandter der Vereinten Nationen und der Arabischen Liga für eine Beendigung des Krieges eintrat. Darin wurde festgelegt, dass Truppenbewegungen in Richtung auf die Bevölkerungszentren zu beenden sind, der Einsatz aller schweren Waffen an diesen Orten eingestellt wird und mit dem Abzug der in den Bevölkerungszentren und ihrer Umgebung konzentrierten Truppen am 1. April 2012 begonnen wird.
Der syrische Präsident Baschar al-Assad hatte angekündigt, am 10. April die Soldaten aus den Wohngebieten zurückzuziehen, jedoch zweifelten viele an dieser Aussage, da er viele Versprechen nicht eingehalten hatte. Nach eigenen Angaben begann die Regierung, die Truppen aus den Städten Daraa, Idlib und Sabadani abzuziehen. UN-Generalsekretär Ban Ki Moon sprach dagegen von weiteren Angriffen auf Zivilisten. Auch am 10. April wurden die Protesthochburgen weiterhin angegriffen, weil Assad einen Vertrag zur Entwaffnung der Opposition forderte.
Erstmals wurden auch Flüchtlinge auf türkischen Boden nahe der Grenze von syrischen Soldaten getötet. Die syrische Opposition bezichtigte daraufhin die PKK der Zusammenarbeit mit der syrischen Regierung. Laut Informationen von tagesschau.de waren bis zum 6. April 22.000 Menschen aus Syrien in die Türkei geflohen. Trotz des Waffenstillstandes wurde nach Angaben der Opposition die Stadt Homs weiterhin beschossen.
Am 21. April 2012 sprach sich der Sicherheitsrat der Vereinten Nationen einstimmig dafür aus, die Zahl der Beobachter von 30 auf 300 zu erhöhen. Bei den Beobachtern im Rahmen der United Nations Supervision Mission in Syria (UNSMIS) handelt es sich durchweg um unbewaffnete Soldaten, die den Waffenstillstand zwischen den Truppen Assads und den Oppositionellen überwachen sollen. Zuvor hatten in der ersten Feuerpause seit mehreren Wochen internationale Beobachter die Stadt Homs besucht.